# TI-30

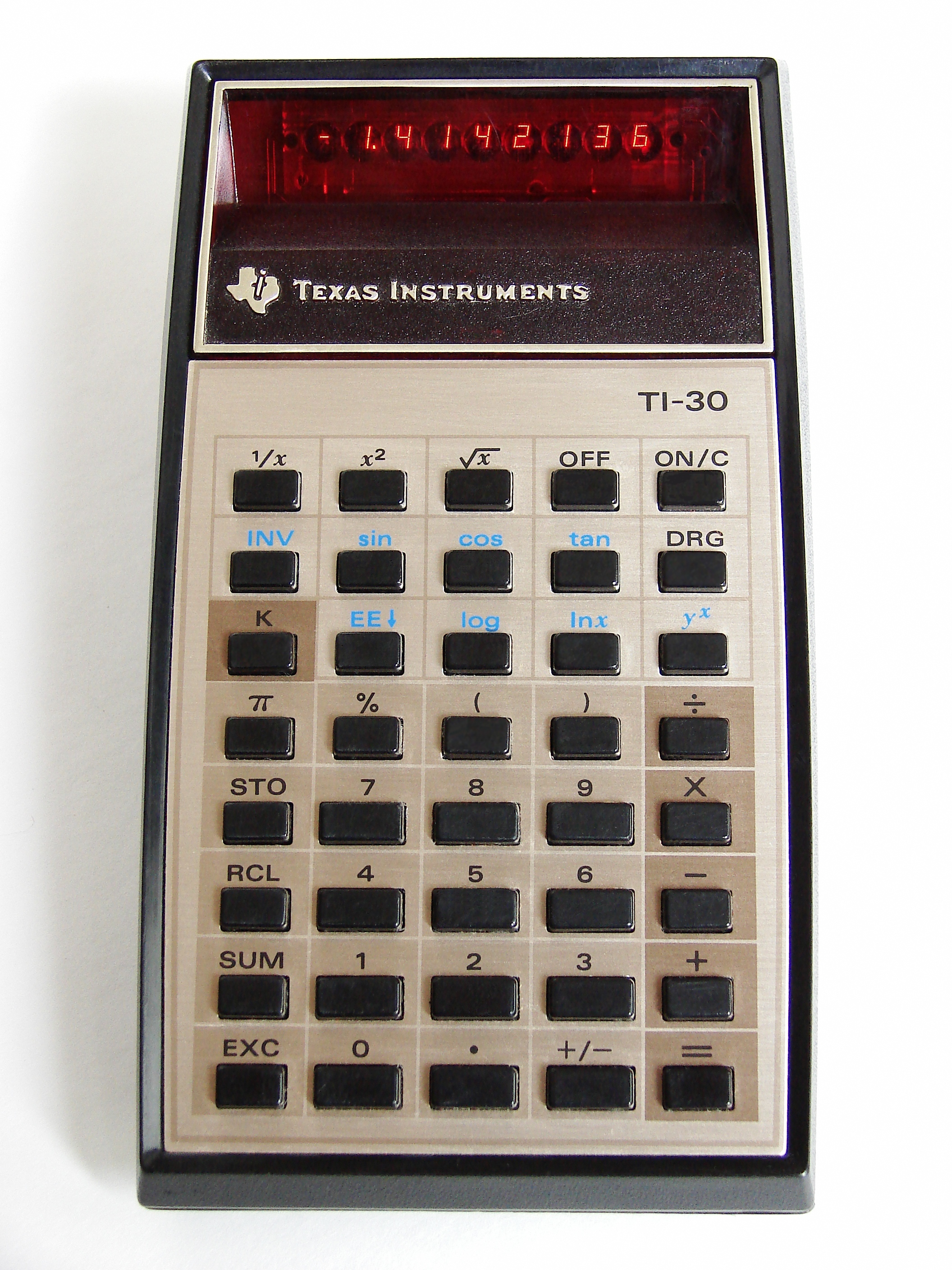
TI-30 in Ursprungsform mit roter Siebensegment-LED-Anzeige (1979)

Der TI-30 ist ein besonders im schulischen Bereich verbreiteter Taschenrechner von Texas Instruments und wird bis heute in verschiedenen Ausführungen hergestellt. Der Ur-TI-30 erschien im Juni 1976. Er beherrschte neben den Grundrechenarten wissenschaftliche Basisfunktionen und wurde schnell sehr beliebt. Gegenüber zeitgenössischen Konkurrenzmodellen hob er sich durch die Beachtung von Punkt vor Strich ab sowie mehr Klammerebenen als die sonst üblichen ein bis zwei.
Die erste TI-30 kostete 24,95 US-Dollar, zugleich kostete das erst 1978 erschienene funktionsgleiche Schwestermodell TI-45 mit höherwertiger Anzeige 49,95 US-Dollar.

## Ausstattung
Der Taschenrechner verfügte ursprünglich über ein LED-Display, das gegenüber der später üblichen Flüssigkristallanzeige (LCD bzw. LC-Display) mehr Strom verbrauchte und mit seiner 9-Volt-Blockbatterie etwa vier Stunden Dauerbetrieb erlaubte. Wahlweise bot der Hersteller ein aufladbares Akkupack mit Ladegerät als Zubehör.
Allein für den europäischen Markt wurde ab 1977 das Schwestermodell TI-33 mit drei Speicherplätzen statt nur einem produziert und statt Batterie mit aufladbarem Akku vertrieben. Wegen der Speichertasten fehlte ihm die Prozenttaste.
1982 erschien mit dem TI-30 SLR der erste batterielose, nur mit Solarzellen betriebene TI-30. Das Schwestermodell TI-45 hatte bei sonst identischem Funktionsumfang eine grüne Fluoreszenzanzeige und wie die höherwertigen programmierbaren TI-Modelle mehrfarbige Tasten mit eingelegten Funktionsbezeichnungen. Auch der TI-45 wurde serienmäßig mit Akku und Ladegerät ausgeliefert.
Die im TI-30 eingesetzten Chipsätze und die darin verwendete Software variierten über die Jahrzehnte sehr stark. Bis auf die Bezeichnung des Taschenrechners blieb über die Jahre nichts erhalten. So kam im Ur-TI-30 noch der von Texas Instruments selbst entwickelte und hergestellte Chip TMC0981 zum Einsatz und im europäischen TI33 der TMC0984. Anfang der 1980er-Jahre stellte Texas Instruments die eigene Entwicklung und Produktion von Halbleitern für Taschenrechner ein und setzte bis Mitte der 1990er-Jahre Chipsätze der Reihen T68xx und T69xx von Toshiba ein, so zum Beispiel ab 1982 den T6825S im solarbetriebenen TI-30 SLR oder in den 1988 produzierten Taschenrechnern der T6974S. Danach kamen in Modellen wie dem TI-30Xa weitere Toshiba-Chips wie der T6M80A zum Einsatz.

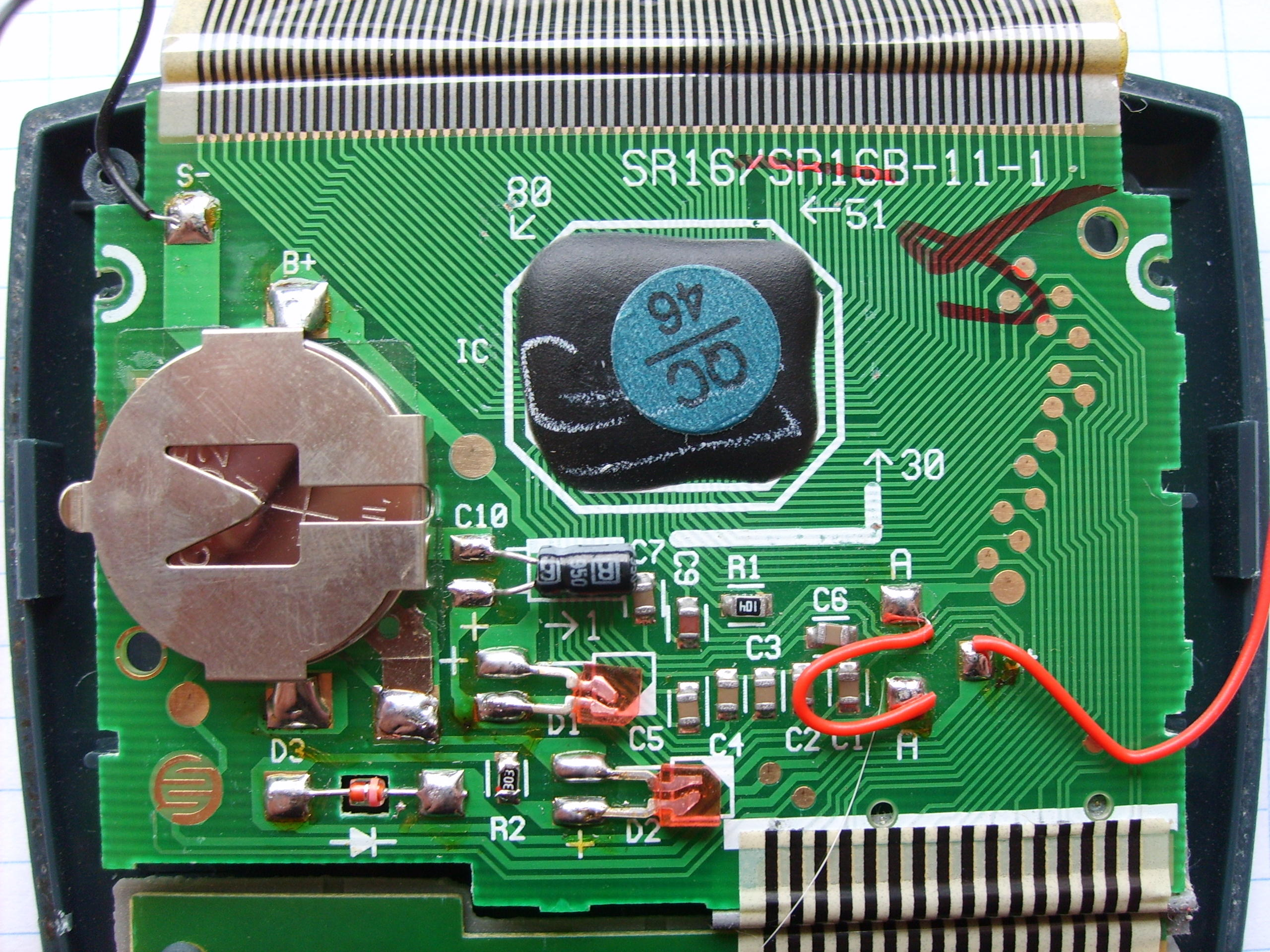
Innerer Aufbau der Leiterplatte mit ASIC eines TI-30X IIS aus 2005

Neuere Modelle verwenden außerdem anwendungsspezifische integrierte Schaltungen (ASIC). Außerdem gab es die Variante TI-30 ECO RS mit Solarzellen und einem Gehäuse aus recyceltem Kunststoff.
- 8/5+2-stellige Anzeige
- Rechnung intern mit 11+2-stelligem Zahlenformat
- Kehrwert (1/x), Quadratzahl (x²) und -wurzel (√)
- Trigonometrische Funktionen (Sinus, Kosinus, Tangens) im Gradmaß (DEG), Bogenmaß (RAD) oder Gon (GRAD) incl. Arkusfunktionen (arcsin, arccos, arctan)
- Zehner- ({\displaystyle \log }) und natürlicher ({\displaystyle \ln }) Logarithmus
- Potenzfunktion {\displaystyle y^{x}}
- Kreiszahl-Taste ({\displaystyle \pi \approx 3{,}141592653589793\ldots })
- Taste für Prozentrechnung
- Konstanten-Automatik für die vier Grundrechenarten und die Potenzfunktion
- Ein Datenspeicher (memory) mit Saldiertaste
- AOS-Eingabe (Texas Instruments Algebraic Operation System) mit Beachtung der Operatorrangfolge, zusätzlich:
- Klammertasten für max. 4 gleichzeitig offene Operationen

## Auswahl an TI-30 Modellen
Im Folgenden ist eine chronologisch sortierte Liste und Auswahl von verschiedenen TI-30 Modellen angeführt.
- TI-30 (1976): Erste Version, LED-Display.
- TI-30 LCD (1978): Erste LCD-Version nur für den europäischen Markt.
- TI-30 II (1981): Schlanke Gehäusebauform (Slimline) mit zu den Vorgängern identen Tastaturlayout
- TI-30 SLR (1982): Erste Version mit Solarzellen und einen Prozessor-Chip von Toshiba. Diese Version weist 9 Stellen für die Berechnungsgenauigkeit auf.
- TI-30 SLR+ (1987): Erweiterte Version mit Solarzellen.
- TI-30 Stat (1988): Zusätzliche grundlegende Statistikfunktionen
- TI-30 Galaxy (Ende 1980er): Teil der Galaxy-Familie im Querformat.
- TI-30X (1993): Erstes Modell aus der TI-30X Serie, welche 10 Anzeigestellen umfasst. Der erste Rechner mit den über 20 Jahre in der Firmware bestehenden Logarithm Bug[5]
- TI-30Xa (1994): Erweitert das Vorgängermodell um eine Taste für Konstanten.
- TI-30Xa (rev 1996): Neues Design mit 10+2 Anzeigestelle.
- TI-30Xa Solar: Ident wie Vorgänger aber mit Solarzellen und nur in Europa vertrieben.
- TI-30Xa Solar School Edition (2004): Eine modifizierte Version der TI-30Xa ohne Unterstützung für Bruchzahlen für die Verwendung im Pflichtschulbereich.
- TI-30X IIS and TI-30X IIB (1998): Erweiterung des TI-30X um ein zweizeiliges Display und Scroll-Funktion. In Version für Batterie (B) und Solar (S).
- TI-30XS and TI-30XB MultiView (2005): Erweiterung des Vorgängermodell um eine Matrixanzeige, welche mehrzeilige Anzeige und grafische Darstellung von mathematischen Ausdrücken erlaubt. Kann mit simpler Programmierung, angelehnt an TI-BASIC, im begrenzten Umfang gesteuert werden.
- TI-30X Pro MultiView and TI-36X Pro (2011): Erweiterung des Vorgängermodells um einen einfachen Gleichungslöser und die Fähigkeit mit Vektoren, Matrizen und komplexen Zahlen rechnen zu können. Unterstützung von physikalischen Einheiten.[6][7]
- TI-30XA (2013): Kompaktere Bauform im Stil des TI-30Xa. In diesem Modell wurde ab 2015 der oben erwähnte Logarithmus-Fehler beseitigt.[8]
- TI-30X Plus MultiView (2015): Eine Variante des TI-30X Pro MultiView aber mit reduzierter Funktionalität. Nur in Deutschland, Österreich und der Schweiz vertrieben, um den Einsatz im Pflichtschulbereich zu erlauben.
- TI-30X Pro MathPrint™ and TI-30X Plus MathPrint™ (2018): Nachfolger des TI-30X Pro MultiView mit geänderten Design, höherer Anzeigeauflösung und diversen weiteren Verbesserungen.[9]

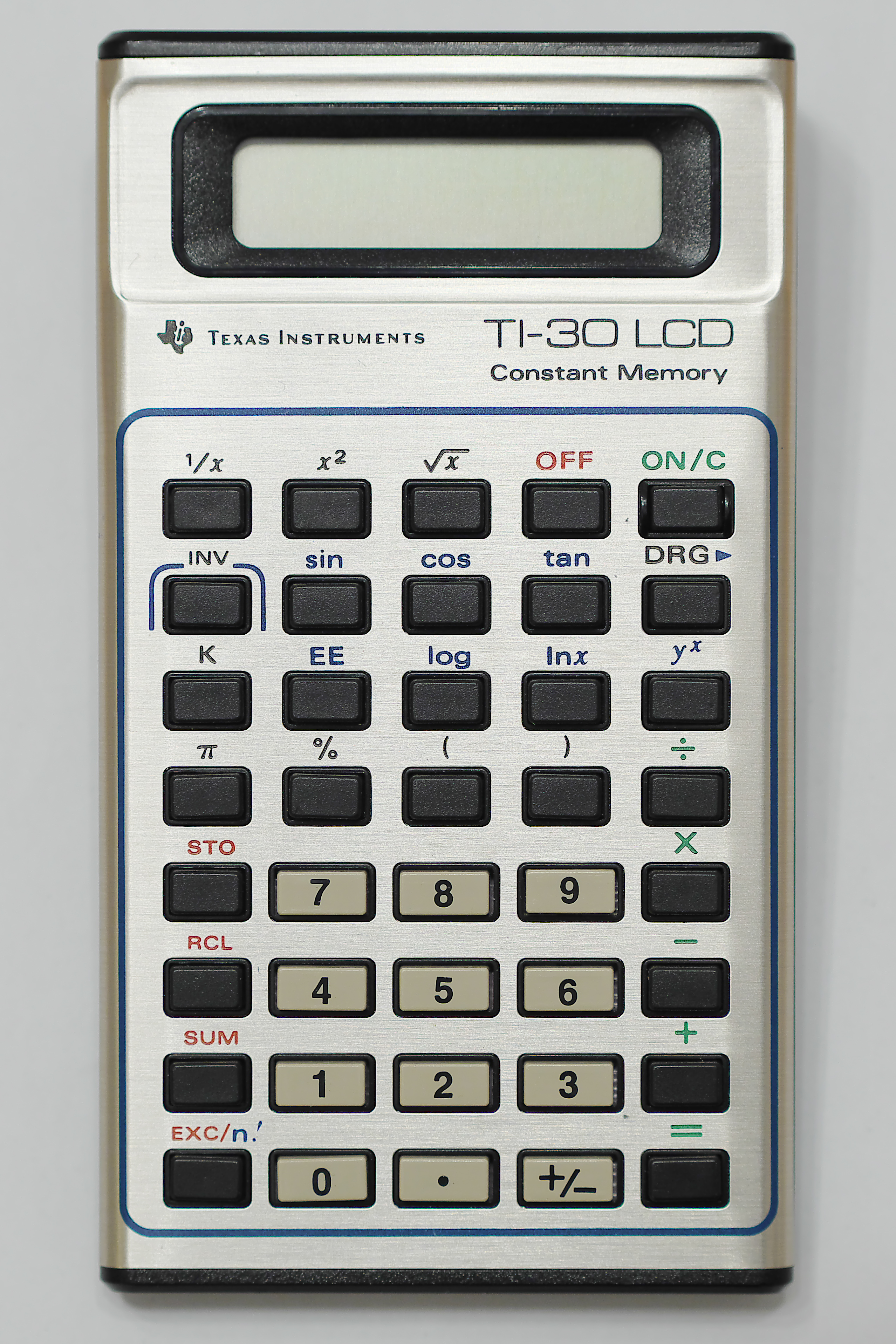
TI-30 LCD
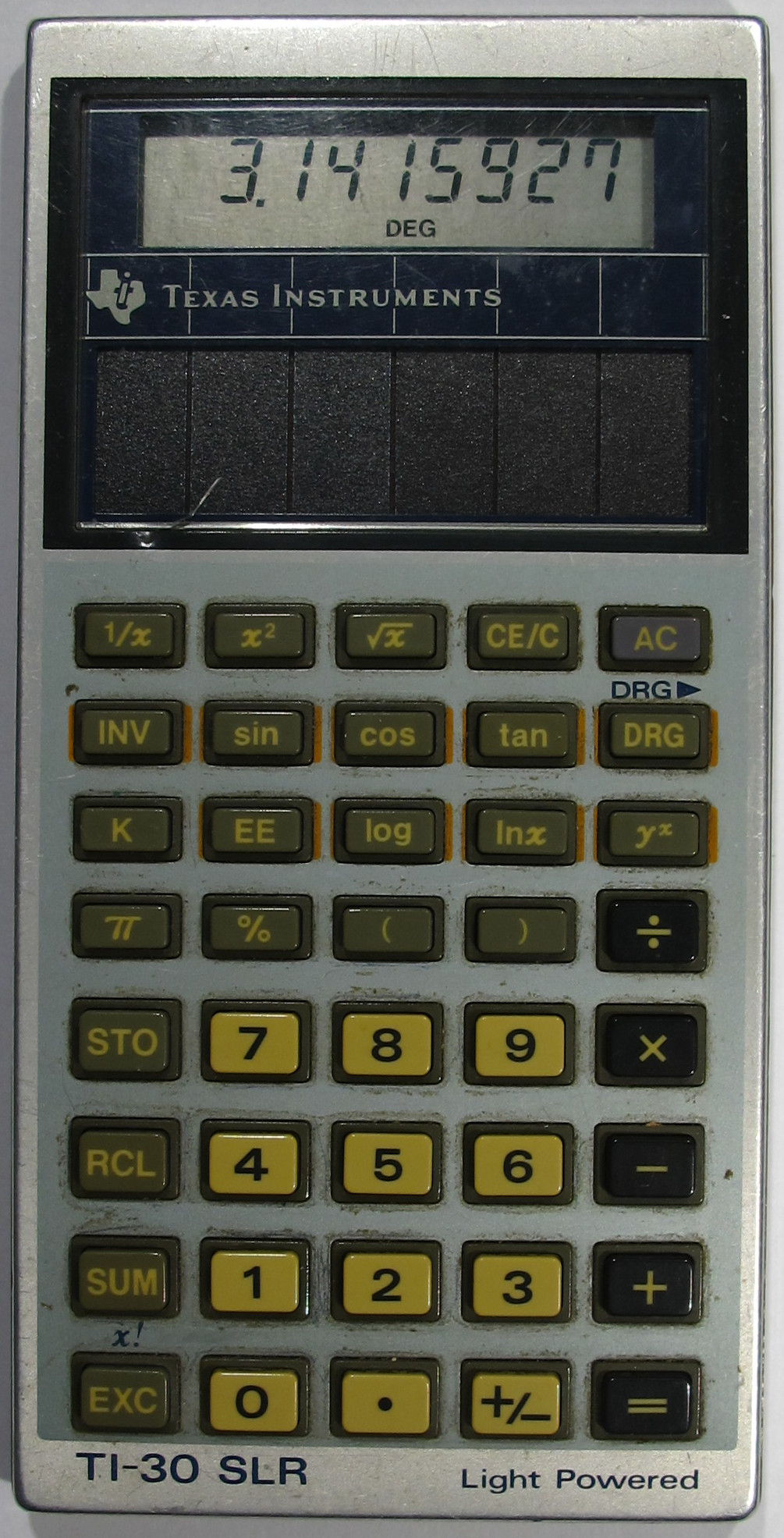
TI-30 SLR
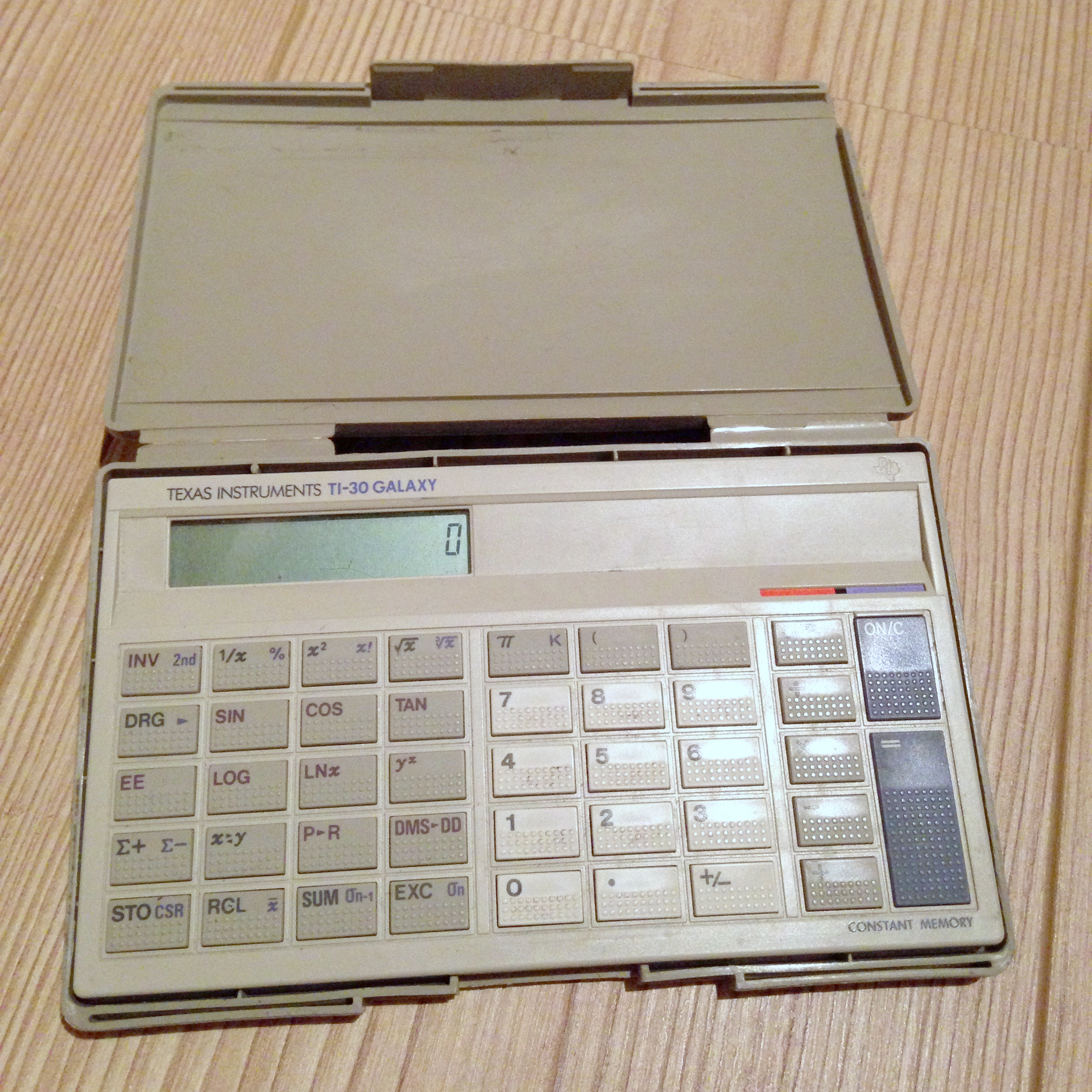
TI-30 Galaxy
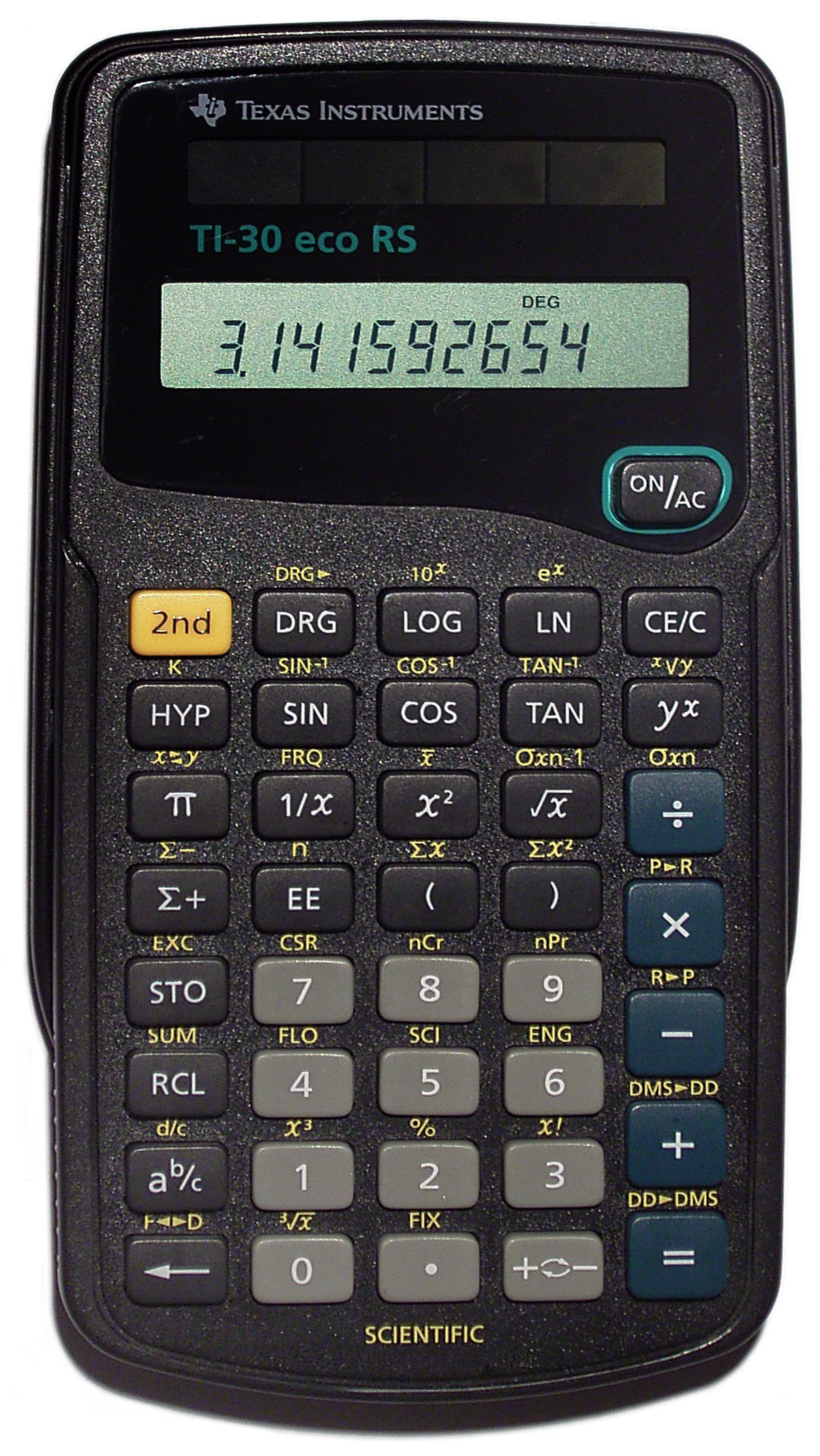
TI-30 eco RS
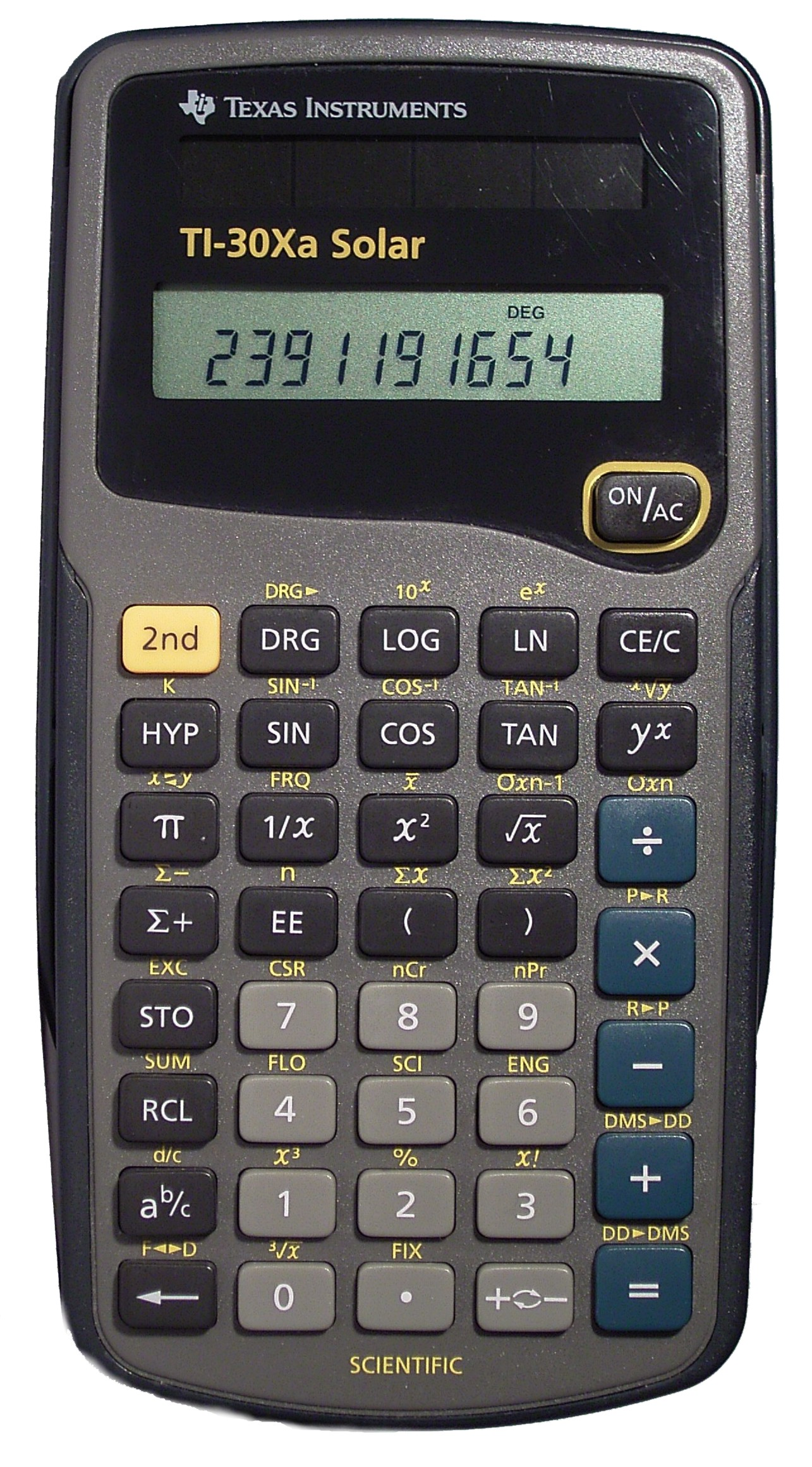
TI-30Xa Solar

## Neuere Modelle

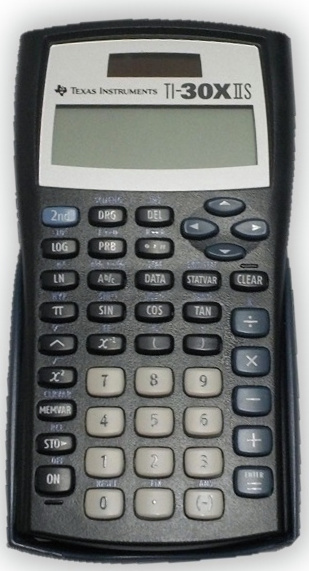
TI-30X IIS

Seit der Jahrtausendwende wurde die Reihe des TI-30 mit weiter entwickelten, neueren Modellen fortgesetzt.

### TI-30X II-Serie
Ab Juni 1999 wurden die neueren Versionen TI-30X IIB (Batteriebetrieb) und der TI-30X IIS (Solarzellenbetrieb) vertrieben. Ihre LC-Displays bestehen aus zwei Zeilen. Die Modelle besitzen fünf Speicherplätze und erlauben das Speichern, Anzeigen und Berichtigen früherer Eingaben und statistischer Datensätze.
Funktionsübersicht
- 11/10+2-stellige Anzeige
- Zweidimensionale Statistik
- Equation Recall – Funktion zum Anzeigen und Berichtigen früherer Eingaben und Statistikdaten
- Blättern und Bearbeiten der Anzeige in vier Richtungen
- Bruchrechnen und Bruchumwandlung
- Trigonometrische Berechnungen in DEG, RAD, or GRAD
- Polar- und rechtwinklige Koordinaten
- Anzeige von Winkeln in Grad, Minuten, Sekunden
- 5 Variablenspeicher
- Termeingabe in mathematisch-üblicher Schreibweise

### TI-30X MultiView-Serie
Der TI-30X Pro MultiView leitete im Mai 2010 die jüngste Serie des TI-30 ein und wurde mit Solarzelle und Batterie CR2032 betrieben. Ihn folgte im April 2015 der TI-30X Plus MultiView, der wie sein Vorgänger mit acht Speicherplätzen ausgestattet ist. Ihre LC-Displays erlauben das gleichzeitige Betrachten von Ein- und Ausgaben in bis zu vier Zeilen. Ferner erlauben sie Berechnungen in Tabellen, liefern übersichtliche Berechnungsmöglichkeiten von Statistiken und exakte Arithmetik (z. B. teilweises Radizieren oder Rationalmachen des Nenners, Rechnen in Vielfachen der Kreiszahl Pi).

## Programmfehler

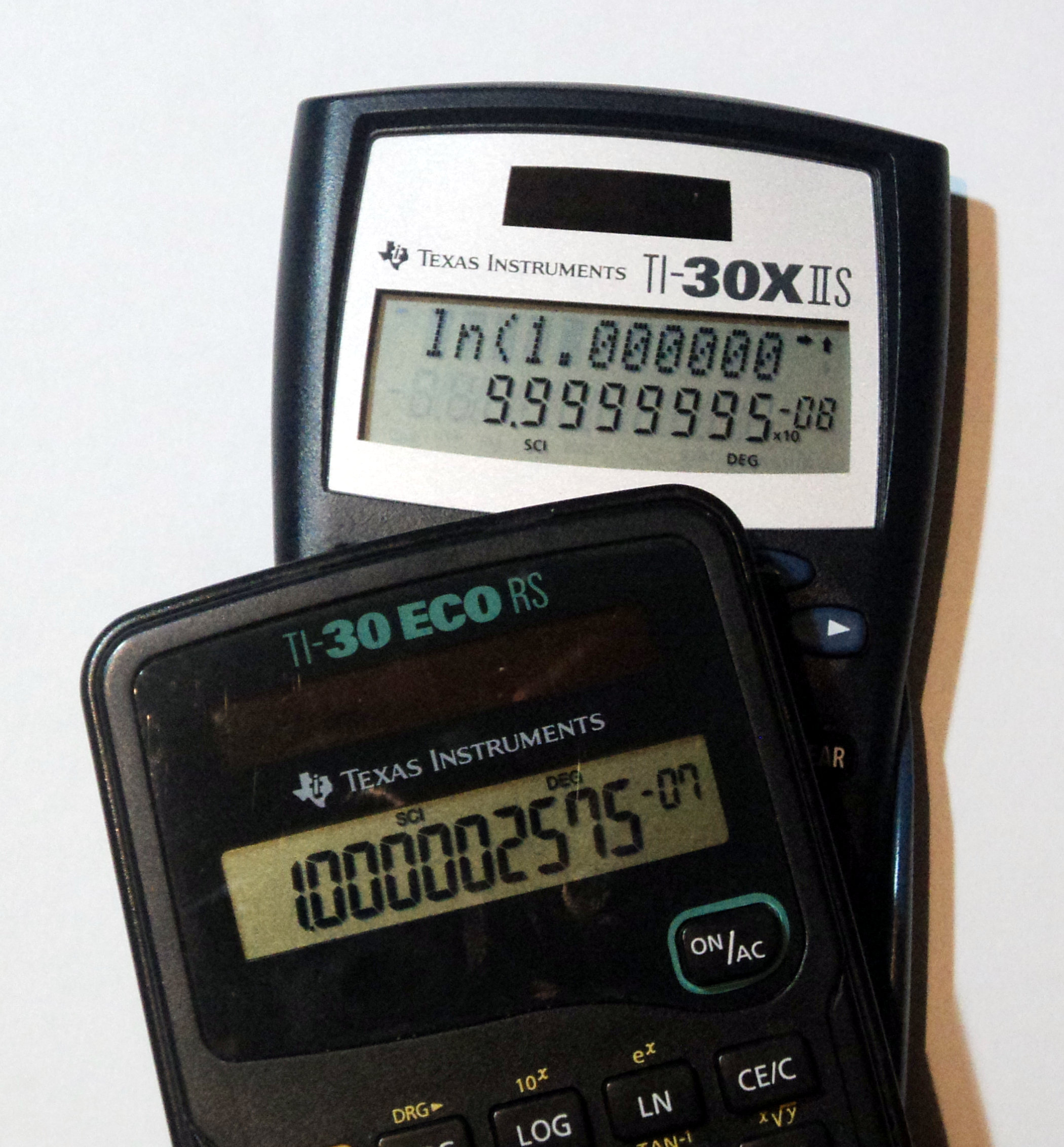
Demonstration des sogenannten „Logarithm Bug“ – jeweils wurde der Wert von ln(1.0000001) berechnet. Der TI-30 ECO RS unten zeigt das falsche Ergebnis an.

Wie in vielen TI-Taschenrechnern, weist auch die Software des TI-30 kleine Programmfehler auf, die vor allem transzendente Funktionen wie den Logarithmus oder die Areafunktionen in bestimmten Wertebereichen neuerer TI-30-Modelle betreffen. Die Ursache liegt in nicht korrekt implementierten numerischen Näherungsverfahren und betrifft auch Taschenrechner anderer Hersteller mit den gleichen Routinen bzw. Chipsätzen, unter anderem Casio, Toshiba oder Sharp.
Beim TI-45 lieferte die Eingabe von 0 INV TAN nicht die mathematisch eindeutige Lösung {\textstyle \arctan 0=0}, sondern geriet in eine Endlosschleife, die nur durch Unterbrechen der Stromversorgung beendet werden konnte.

### „Logarithm Bug“
Ein seit 1991 als „Logarithm Bug“ bekannter Programmfehler des TI-30 wurde erst 2015 endgültig behoben. Bei diesem Fehler wird der natürliche Logarithmus von Zahlen, die geringfügig über 1 liegen, etwas zu groß berechnet. In der wissenschaftlichen Schreibweise:
| Eingabe   | korrekter Logarithmus | falsche Ausgabe    |
| --------- | --------------------- | ------------------ |
| 1,0001    | 9,999500033 · 10—5    | 9,999500067 · 10—5 |
| 1,0000001 | 9,999999506 · 10—8    | 1,000002575 · 10—7 |

Je nach Firmware-Version wirkt sich dieser Bug auch auf Potenzberechnungen yx aus, die intern auf Logarithmen zurückgeführt werden.